# Großsteingrab Westerloh I
Das Großsteingrab Westerloh I ist ein neolithisches Ganggrab, mit der Sprockhoff-Nr. 864. Es entstand zwischen 3500 und 2800 v. Chr. und ist eine Megalithanlage der Trichterbecherkultur (TBK).

## Lage
Das Großsteingrab Westerloh I liegt östlich des Ortes Westerloh, einem Ortsteil von Haselünne im Landkreis Emsland in Niedersachsen. Es befindet sich an der Straße nach Lähden.

## Beschreibung
Die Ost-West orientierte Kammer liegt in den Resten einer 17 × 7,5 Meter großen, ovalen Einfassung, die sich besonders auf der Nordseite erhalten hat. Die Kammer misst 12,3 × 1,6 Meter. Fast alle Tragsteine und sieben von acht Decksteinen sind vorhanden. Der mittlere und größte Deckstein ist aus rotem Granit. Der daneben liegende Denkstein ist sauber in zwei Hälften zersprungen. In der Anlage hat im 19. Jahrhundert eine Grabung stattgefunden. H. Bödiker fand hier 1820 ein Beil aus Feuerstein und eine tiefstichverzierte Schale.
In der Nähe befindet sich das Großsteingrab von Herthum.